# Петров Володимир Миколайович (1927)
Володимир Миколайович Петров (рос. Владимир Николаевич Петров; 29 березня 1927 — 19 жовтня 1993 або 1998) — радянський письменник, військовий педагог, почесний громадянин міста Леніногорська (Риддера), голова Харківської організації СРПУ.

## Біографія
Народився 1927 року в місті Леніногорськ (нині Риддер), що в Казахстані, у сім'ї колишнього військового Миколи Лукича та козачки Таїсії Арсентіївни Петрових. Дитинство провів у Малій Ульбі, де у передвоєнні роки будувалася високогірна Малоульбинська гребля. Закінчивши сім класів школи, почав працював токарем у механічному цеху Леніногорського рудоуправління комбінату «Алтайполіметал».
У 1942 році вступив до артилерійської школи, евакуйованої у Леніногорськ із Харкова. З 1944 навчався у Павлодарській школі пілотів, з 1945 у Мічурінській військовій авіашколі нічних льотчиків. У 1948 році закінчив Харківське військове авіаційне училище зв'язку. 1957 року закінчив вищий військово-педагогічний інститут ім. Калініна за спеціальністю «військовий історик».
З 1963 року працював викладачем військової академії ім. маршала Радянського Союзу А. А. Говорова. Звільнився у запас 1975 року, після чого кілька років був головою Харківської організації Спілки радянських письменників України. З 1987-го — член редакторської колегії журналу «Прапор» (нині «Березіль»).

## Літературна творчість
Почав писати у 1955 році, коли навчався у Ленінграді. Його перше оповідання було опубліковано в газеті Ленінградського військового округу.
Майже всі його твори друкувалися в журналі «Радянський воїн» (тепер «Воїн Росії») та у видавництві Міністерства оборони СРСР.
За повість «Планшет і палітра» Володимиру Петрову було присуджено премію ім. А. А. Фадєєва. А сама книжка стала призером Всесоюзного конкурсу ЦК комсомолу та Спілки письменників СРСР, присвяченого 30-річчю Перемоги. За іншою версією премія Фадєєва була присуджена у 1979 році за весь творчий доробок, присвячений військово-патріотичній темі.
Повісті Петрова перекладалися та видавалися у Болгарії, Чехословаччині, НДР, Румунії, а також мовами народів колишнього СРСР — українською, молдавською (румунською), якутською та іншими.